# Niederhoferalm
Die Niederhoferalm (auch: Niederhofer Alm) ist eine Alm in der Gemeinde Bayrischzell. Die Alm gliederte sich früher in Obere und Untere Niederhoferalm. 
Heute ist nur noch eine Almhütte auf der Unteren Niederhoferalm erhalten. Diese steht unter Denkmalschutz und ist unter der Nummer D-1-82-112-55 in die Bayerische Denkmalliste eingetragen.

## Baubeschreibung
Bei der Almhütte auf der Unteren Niederhoferalm handelt es sich um einen zweigeschossigen, massiven Flachsatteldachbau mit hohem Kniestock und Giebelbalkon. Das Gebäude ist mit dem Jahr 1779 bezeichnet, Balkon und Fenstererweiterungen wurden im 19. Jahrhundert angebracht.

## Heutige Nutzung
Die Niederhoferalm ist bestoßen und bewirtet.

## Lage
Die Niederhoferalm befindet sich im Mangfallgebirge unterhalb des Seebergkopfs auf einer Höhe von 1050 m ü. NN.